# Crucifix en fusta de til·ler
El Crucifix en fusta de til·ler o Crucifix Gallino, és una petita escultura de fusta, que actualment manca la creu, està dubtosament atribuïda a Michelangelo Buonarroti i que està datada entre 1495 i 1497. Té una mida de 41,30 x 39,70 cm i pertany als Museus Estatals de Florència, que encara no han seleccionat la ubicació final.
Era un treball destinat a la devoció privada i era propietat d'un comerciant d'antiguitats. Es va atribuir més tard a Miquel Àngel, aquesta és una posició, tanmateix, fortament impugnada per molts especialistes. La crítica es divideix en costats oposats, entre els que consideren que és una obra autògrafa realitzada per l'escultor florentí i que, per contrast amb aquesta avaluació, hi ha qui que creu que es tracta una obra en sèrie, fruit de la tradició artística de Florència. En conseqüència, ha suscitat una gran perplexitat, malgrat la recerca judicial del Tribunal de Comptes, la decisió de l'Estat italià a encarar-se amb el pagament d'una important suma per a l'adquisició de l'escultura.

## Història

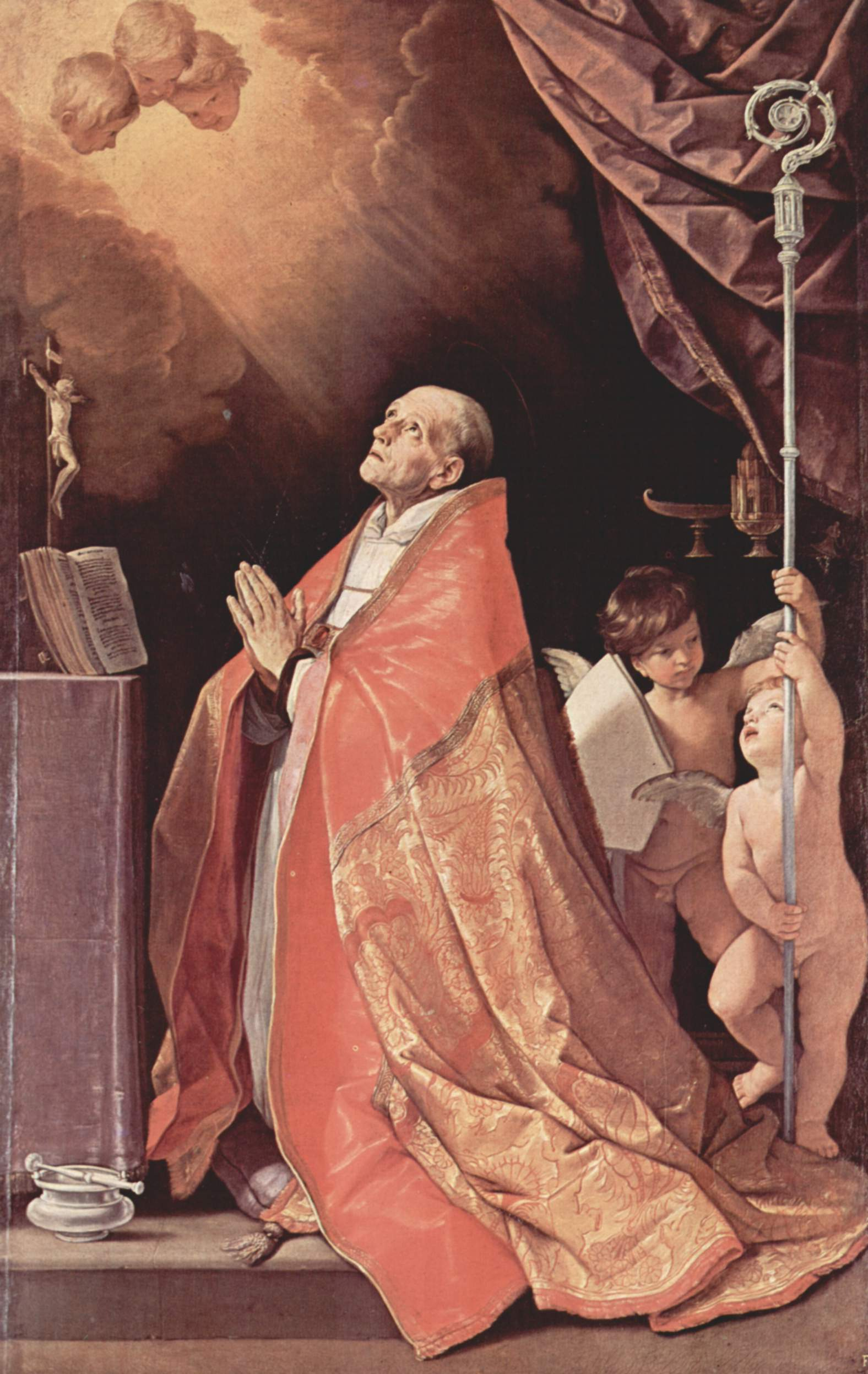
Sant Andreu Corsini de Guido Reni (c. 1630-35): el crucifix devocional ha estat subjecte a una forta associació amb el Crucifix en fusta de til·ler.

L'obra va ser descoberta als anys 1990 quan l'antiquari Giancarlo Gallino la va presentar per al seu estudi a experts sobre Miquel Àngel.

### Presumpte origen de la família Corsini
Una opinió a les telenotícies del 21 de desembre de 2008, durant una aparició en un estudi de la RAI, de Roberto Cecchi, director general del patrimoni històric-artístic, va fer una al·lusió a un origen florentí, no molt especificat però donat per segur: aquesta al·lusió es va materialitzar en un fascinador passat, que ho donava com provinent de l'herència d'una antiga família, els Corsini, distingits per haver comptat entre els seus membres amb un papa al segle xviii (Climent XII) a més a més d'un sant al segle xiv (Sant Andreu Corsini). A la iconografia d'aquest personatge, retratat en una pintura per Guido Reni, va donar el senyal per a un més gran enriquiment de la història: el crucifix es va relacionar amb un de visible a la pintura de Guido Reni realitzada a la primera meitat del segle xvii. L'origen d'una família florentina no concreta, també és esmentat per Valeria Merlini, comissària de l'exposició del crucifix en el Castello Sforzesco de Milà (abril-maig 2009). L'associació de la imatge del crucifix a la representada a la pintura de Guido Reni, és un acostament completament arbitrari i forçat, que s'oposen les raons estilístiques: el Crist en la creu de Reni es considera «una invenció típica del pintor bolonyès, del que seguiran el camí per al Crist de Gian Lorenzo Bernini i Alessandro Algardi».
De fet, tant l'aparició del no-res en el segle xx, com la impressionant història de l'objecte de devoció d'una il·lustre família patrícia, van ser retirats de les recerques periodístiques i de la investigació dels Carabinieri. Al final va resultar que, el crucifix era un objecte que es trobava feia temps circulant al mercat de l'art: Giancarlo Gallino l'ho havia obtingut a Florència, d'un company comerciant d'antiguitats de la Via Maggio, mentre que abans la peça havia estat venuda en el mercat de Nova York, on l'antiquari florentí l'havia adquirida per una modesta suma, «equivalent aproximadament a uns 10.000 euros».

### Primera exposició
Es va exhibir per primera vegada al públic al Museu Horne de Florència el 2004, on va rebre una opinió positiva de l'adjudicació, per part de Giancarlo Gentilini, Antonio Paolucci, Cristina Acidini, Umberto Baldini, Luciano Bellosi, Massimo Ferretti,—qui més tard va tractar d'aclarir la seva posició, definint no estar segur per definir-ho com obra de Miquel Àngel. A aquesta atribució en articles de premsa, es van unir de manera convençuda l'estudiós Arturo Carlo Quintavalle i, de manera més prudent i matisada, Vittorio Sgarbi:
| «                                              | La qualitat és molt alta i és complicat imaginar un altre escultor que pugui haver realitzat una obra d'aquest gènere | » |
| — Il Giornale del Piemont, 23 d'abril de 2004. | |   |

Després de la conclusió de l'exposició, l'obra va ser posada sota la tutela del Ministeri de Cultura.

### Els intents anteriors a la seva venda
L'any 2006, l'obra se'n va anar oferta per a la seva compra a la Cassa di Risparmio de Florència, — que posseeix una gran col·lecció d'art, amb una petició inicial de 15 milions d'euros: en unes poques setmanes enfront de la cautela expressada pels experts consultats per la institució bancària, el propietari va reduir la seva demanda a 3 milions d'euros, un moviment, que no va servir per convèncer el banc per realitzar la seva compra. L'obra era certament molt bella i el preu havia estat molt reduït. Però encara es dubtava per pagar aquesta oferta.

### Venda a l'Estat italià
El 5 de juliol de 2007, Giuliano Gallino va proposar la venda al ministeri, dirigit per Francesco Rutelli, per un total de 18 milions d'euros.
Després de les opinions expressades pel Comitè del Patrimoni Cultural, òrgan tècnic científic del ministeri, i establiment de les negociacions, la relació va acabar el 2008, quan el cap del departament va ser reemplaçat per Sandro Bondi. El 13 de novembre de 2008, de fet, la proposta de compra es va formalitzar, per 3.250.000 euros, amb Roberto Cecchi, en la direcció general del Patrimoni històric i artístic: la proposta, acceptada pel venedor l'endemà, va determinar l'adquisició de l'obra d'art per l'Estat italià. Es va realitzar una exposició a l'ambaixada d'Itàlia davant la Santa Seu amb la presència del papa Benet XVI i el director dels Museus Vaticans i més tard a la Cambra de Diputats i en altres llocs, com el Castello Sforzesc de Milà i a Nàpols. El crucifix és a l'espera d'un destí final en un museu de Florència, el Bargello, o potser el Museu Bardini.

## Paternitat de l'obra

### Atribució a l'autoria de Miquel Àngel
L'atribució de l'obra ha rebut l'opinió positiva de molts estudiosos. En particular, es proposa una confrontació directa amb el Crucifix del Santo Spirito, atribuït a una obra de Miquel Àngel de la seva joventut, on preval un estil dolç, suau i religiós, diferent del dinamisme que s'adverteix a les obres de maduresa, però on es veu una extrema atenció a les dades de l'anatomia real, que Miquel Àngel havia pogut estudiar en els cadàvers de l'hospital al convent agustinià del Santo Spirito a Florència. També el petit Crucifix de fusta de til·ler té un acurat polit als detalls, ben visible als tendons del peu o el genoll, que no té comparació a les obres d'altres mestres de l'època. També l'expressió, silenciosament dolgut però no dramàtica, recorda l'obra del Santo Spirito, i respon perfectament a l'estètica defensada per Savonarola, amb una atenció a l'harmonia típica del Renaixement —les proporcions del cos estan perfectament inscrites en un cercle, com presenta l'Home de Vitruvi de Leonardo da Vinci. La datació es col·loca, per analogia, entre 1495 i 1497 aproximadament.

### Opinions contràries
L'atribució a Miquel Àngel és tanmateix rebutjada per Margrit Lisner, «principal experta dels crucifixos florentins del Renaixement», que va ser responsable de l'assignació del Crucifix del Santo Spirito al jove Michelangelo y que sosté que el petit crucifix de til·ler és obra d'Andrea Sansovino.

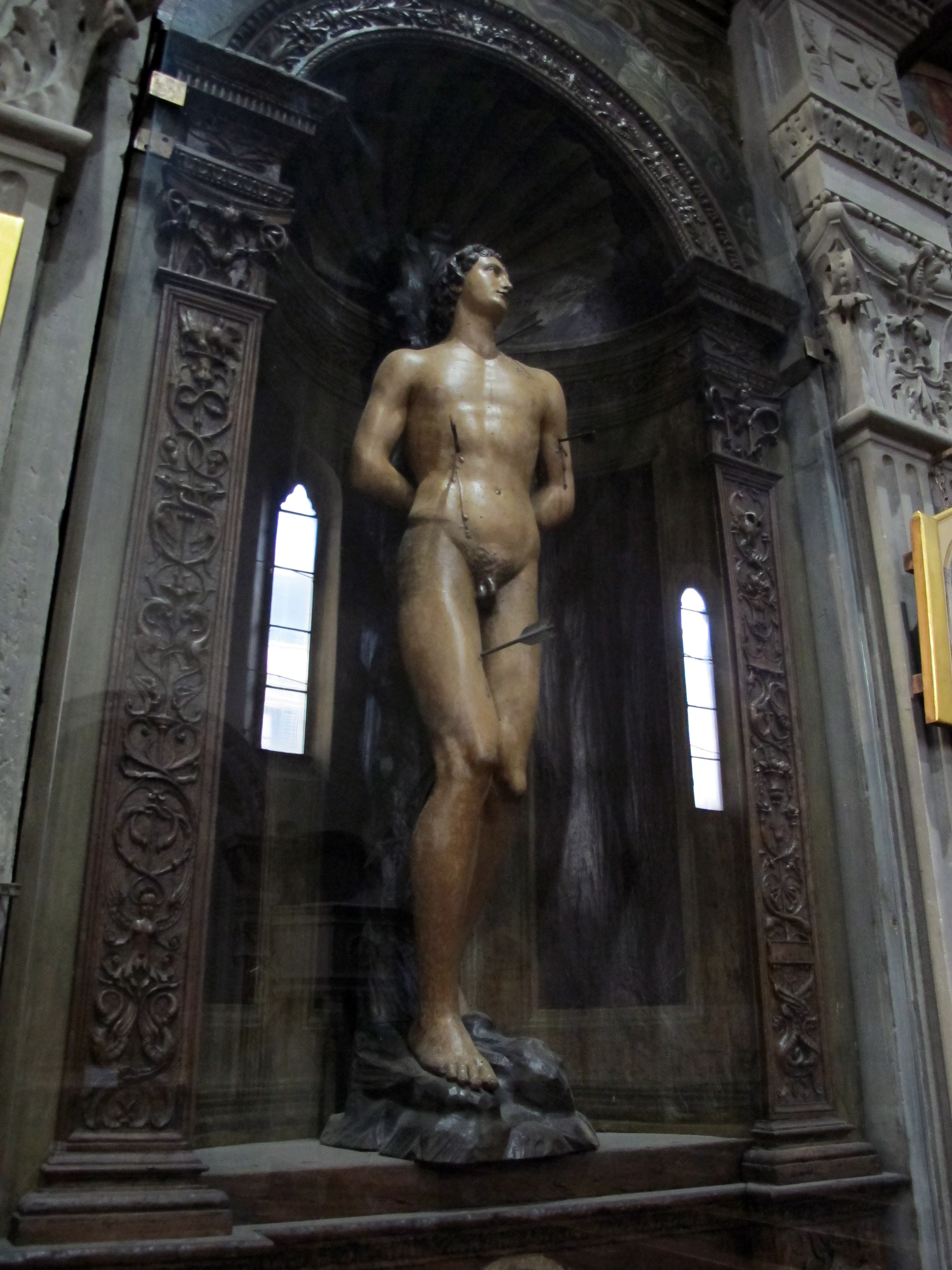
Sant Sebastià de Leonardo del Tasso

Stella Rudolph, defineix la compra com imprudent, ha proposat l'atribució al florentí Leonardo del Tasso. El petit crucifix atribuït a Miquel Àngel. S'acosta segons Rudolph al Sant Sebastià tallat que es mostra al tabernacle de la paret esquerra a l'església de Sant Ambròs de Florència. També va posar de manifest la incongruència del preu ridículament baix per a una obra escultòrica juvenil i autògrafa de Miquel Àngel, que tindria un valor molt més alt, ja que per exemple, «un dibuix seu d'una Mare de Déu dels Dolors, va ser atorgat en una subhasta de Sotheby's a 10,200,000 euros l'any 2001» Aquest mateix preu es convertiria en un «sense sentit» si es referís a una assignació de treball en sèrie o de dubtosa atribució.

Una posició negativa similar va ser presa per Paola Barocchi, professora emèrita de l'Escola Normal de Pisa, i una especialista de les més influents sobre Miquel Àngel. Sobre el crucifix es va expressar en aquests termes:
| « | ...un producte fabricat en sèrie. Res de Miquel Àngel, ni tan sols de la seva escola. Ens enfrontem a un bon escultor i als seus companys de taller de finals del segle xv. Ells van construir una dotzena d'obres que el 2004, juntament amb el Crucifix, falsament atribuït a Miquel Àngel, van ser exhibides en una exposició en el Museu Horne. | » |

A la mateixa línia s'expressa Francesco Caglioti, un especialista en l'escultura del Renaixement, que va fer recalcament en la impossibilitat estilística de l'acostament al gran Crucifix del Santo Spirito. El treball, a la seva opinió, encaixa en la tradició de l'artesania artística dels talladors florentins, el nivell de qualitat dels quals és ben conegut pels estudiosos, amb garantia de Florència en una supremacia veritablement artística. El desig de donar a tot preu, el Crucifix de fusta de til·ler, al treball únic de Miquel Àngel, cobrirà amb la seva ombra l'alta qualitat d'aquesta tradició artística florentina, que no tenia igual al Renaixement.
L'acadèmica Mina Gregori, de l'Accademia nazionale dei Lincei, s'expressa de manera negativa sobre l'autenticitat de l'atribució i va dir que espera que l'Estat torni a avaluar la possibilitat d'un retorn al venedor. Va ser la mateixa experta que va dissuadir a la Cassa di Risparmio de Florència de participar en la compra, quan l'objecte se l'havia ofert amb una suma final, també força menor.

### Altres opinions
Alessandro Nova, director del Kunsthistorisches Institut di Firenze, va expressar la seva sorpresa en veure com «el govern, amb tots els problemes econòmics que hi ha en l'actualitat, estan invertint en obres de gènere i un similar bagatge a un alt risc». Dins del mateix context es troba el comentari de Claudio Pizzorusso, de la Universitat de Siena, sobre el «preu absurd, en un context de problemes generals, […] per una mera hipòtesi, no per un veritable Michelangelo», que està en contrast amb la indiferència general per «tantes obres de gran valor». Una correcció parcial ha estat expressada per Massimo Ferretti, en un principi entre els que estaven a favor, el qual ha deixat clar que «no va dir que era de Michelangelo. De fet, no he estat capaç de quadrar el cercle de l'atribució i al final m'he posat un signe d'interrogació».
En algunes àrees de la crítica d'art, el fet també va ser objecte d'una certa ironia: «els italians han malversat 4,2 milions de dòlars per un fals crucifix de Miquel Àngel?», fent notar que no hi ha cap documentació a les biografies de l'època.

## Altres cricifixos atribuïts a Miquel Àngel
- Crucifix del Santo Spirito
- Crucifix de Montserrat